# トムソーヤ
『トムソーヤ』は、高橋しんによる日本の漫画。『MELODY』（白泉社）にて、2007年1月号より不定期連載を開始した。これまで『ビッグコミックスピリッツ』、『週刊少年サンデー』など小学館発行の青年誌・少年誌を中心に活動していた高橋が女性向け漫画雑誌での初挑戦作となる。
マーク・トウェインの小説『トム・ソーヤーの冒険』を原作に、舞台を現代日本の長崎県に置き換え、田舎の中学生と美大に通う女子大生のささやかな冒険の日々、人生の夏休みを描いた物語。
吉川良太郎は高橋しんのヒット作『最終兵器彼女』と比べた場合に、ソフトでユーモアも多く、原作小説のインジャン・ジョーに相当する人物を除けば、ほとんど人が死なないさわやかなハッピーエンドを迎えることを指摘。また、主人公の女子大生が幸福でなかった自分の子供時代を少年たちに混じって夏休みの冒険を体験することで上書きしようとしているように見えると評している。

## あらすじ
ある夏の日、故郷を捨て美大進学のため上京していた女子大生のハルは母親の突然の死により、母の最後の居住地だった長崎県にある故郷の実家に帰省する。母子家庭で居住地を転々とし、その最期は正に孤独死だった。信心深く噂好きで『常識的』な周囲の住人たちから母子は白眼視され、ハルにとって嫌な思い出しかない故郷。取るものも取りあえず慌てて駆けつけたハルにも厳しく容赦のない言葉がぶつけられる。正に鼻つまみ者だった母の死を心から悼んだのは皮肉にも近所の小中学生たちだった。子供たちは変わり者だったハルの母親を魔女と呼んで慕っていたのだった。その中に九州男児らしからぬ異様に肌の白い少年を見つける。母の愛猫クロが後を追うようにして死にその始末に困って家を出たハルは偶然にも少年がおばに叩かれる場面を見てしまう。そのまま外に飛び出した少年は別の家の近くで倒れており、ハルを見るなり一言「魔女」と言い放つのだった。少年の名はタロ。ハルの母親は子供達にとんでもないデタラメを吹き込み、タロはハルを「成人した魔女」だとみなしていた。じっさい夜中に黒猫の遺体を持ち歩いていたので否定も出来ず、ハルはタロの話に合わせ「儀式のために夜の墓場に埋めるのだ」と嘘をつく。
ところが翌日、実際にそうせざるを得ない状況に追い込まれたハルは恐怖に泣きながら夜の墓地で墓穴を掘る羽目に。そこにタロが現れる。二人でクロを弔ううちに昨夜の出来事の詳細が判明する。ぶりっこの妹がおばがお気に入りの健康マシンを壊し、怒られる様子を楽しみにしていたタロだったがおばから犯人だと誤解され、日頃からおばの健康グッズなどを小馬鹿にしていたこともあって、ひっぱたかれたのだった。その後、勢いに任せて飛び出し、ガールフレンドの家の近くで遺体となって発見されるべく、わざと寝ていたところをハルに発見されたのだった。正に「身から出たサビ」と思い込みの激しい中坊ならではのエピソードだったが、それをきっかけにお互いの不幸自慢を話して笑う。タロの話の中で魔女と呼ばれた母親が誰のことも恨まず、嫉まず、人として大切なことを婉曲に子供たちに伝えていたと聞き知ったハルは母親の死後、初めて涙を流す。
ところがその夜はそれで終わらなかった。ハルとタロは偶然にも夜の墓場で殺人事件の現場を見てしまう。犯人はオダギリという男。だが、プータロー同然のハルや中学生のタロが証言したところでマトモな大人は取りあってくれない。二人はその夜目撃したことを二人だけの秘密とする誓いを立てるのだった。
こうしてハルとタロの忘れようにも忘れられない夏が幕をあける。

## 登場人物
ハル
物語の主人公。東京の美大に通う女子大生。
変わり者だった母親のせいで幼少期から散々な思いをし、絵を描くのが得意だという理由から美大に奨学金で進学したが、その真意は母親と故郷を捨てることにあった。やがて現実の生活に流されることで絵を描くことすらやめてしまう。そんな最中、母親の突然の死で帰郷。やむを得ない事情で帰るに帰れなくなり、そのまま実家でしばらく過ごすことになり、タロの冒険に振り回される。だが、タロの引き起こす騒動のお陰で故郷の人々との間でお互いの誤解や偏見を解いていくことになる。
人物のモデルは『トムソーヤーの冒険』に登場するハックルベリー・フィンだが、性別や容姿など全く異なる。
タロ
物語の主役。長崎に暮らす色白の少年。
見た目はクールで繊細そうだが、根は全くの中坊。事情によりおば宅に妹と共に預けられている。思い込みが激しい。ハルのことは年上だとみなすこともなく対等に接する。
人物のモデルは『トムソーヤーの冒険』の主人公トムソーヤー。

## 書誌情報
- 高橋しん 『トムソーヤ』 白泉社〈ジェッツコミックス〉、全1巻
  1. 2007年8月29日発売 ISBN 978-4-592-14281-2